# Office fédéral de la douane et de la sécurité des frontières
Pour les articles homonymes, voir AFD.
L'Office fédéral de la douane et de la sécurité des frontières (OFDF ; Bundesamt für Zoll und Grenzsicherheit, BAZG en allemand ; Ufficio federale della dogana e della sicurezza dei confini, UDSC en italien) est un office fédéral du Département fédéral des finances suisse.
Jusqu'au 31 décembre 2021, l'office s'appelle Administration fédérale des douanes (AFD).

## Organisation
Le Corps des gardes-frontière (Cgfr), fondé en 1894, était la formation armée de l'Administration fédérale des douanes. Le 1er janvier 2021, il est intégré dans le domaine de direction Opérations.
La Régie fédérale des alcools a été intégrée dans l'Administration fédérale des douanes au début de 2018.
L'office compte 4 000 employés en 2023.

### Directeur
- 2024 - : Pascal Lüthi[2]
- 2016-2023 : Christian Bock (de)[3]
- 1994-2015 : Rudolf Dietrich[4]
- 1986-1994 : Hans Lauri
- 1977-1982 : Paul Affolter-Ludwig
- 1956-1977 : Charles Lenz
- 1920-1943 : Arnold Gassmann
- 1906-1914 : Hermann Suter
- 1875-1895 : Albert Meyer-Brunner[5]